# Ishe komborera Africa
Ishe komborera Africa ("Dio benedica l'Africa" in lingua shona; anche Ishe komborera Zimbabwe, "Dio benedica lo Zimbabwe") è stato l'inno nazionale dello Zimbabwe dal 1980 al 1994. Primo inno nazionale del Paese dopo l'indipendenza, ottenuta nel 1980, è una traduzione del popolare inno africano Nkosi sikelel' iAfrika di Enoch Sontonga nelle lingue native dello Zimbabwe shona e ndebele.
Il testo fu tradotto per la prima volta in lingua shona ai primi del XX secolo e fin dall'inizio il brano fu molto apprezzato dagli abitanti della Rhodesia Meridionale. In seguito alla dichiarazione unilaterale di indipendenza della Rhodesia divenne simbolo del movimento di liberazione dello Zimbabwe. Fu adottato nel 1980, dopo l'indipendenza dello Zimbabwe, come dimostrazione di solidarietà con altri movimenti politici africani nei Paesi in cui vigeva l'apartheid. Nel 1994 è stato sostituito da Simudzai Mureza wedu weZimbabwe ("Alzate la bandiera dello Zimbabwe") allo scopo di adottare una composizione esclusivamente zimbabwese, ma rimane ancora molto popolare nel Paese.

## Storia
All'inizio del XX secolo Nkosi sikelel' iAfrika divenne popolare tra i neri africani. Nella Rhodesia Meridionale era cantato in origine in lingua xhosa, prima di essere tradotto in shona come Ishe komborera Africa. Il nuovo inno fu eseguito per la prima volta in apertura di una riunione della Southern Rhodesia Native Association, e nuovamente quattro giorni dopo alla chiusura della prima riunione del Bantu National Congress, al quale la Southern Rhodesia Native Association si affiliò in seguito. Con lo sciopero generale africano del 1948, divenne la colonna sonora politica degli africani di colore. Nonostante questa connotazione, l'inno fu accettato dai rhodesiani sia bianchi sia neri. Nel 1951, in occasione di una gara di atletica della polizia sudafricana britannica, Ishe komborera Africa fu cantato insieme da agenti bianchi e neri per celebrare la prima competizione multirazziale della Rhodesia Meridionale.
In seguito alla dichiarazione unilaterale di indipendenza della Rhodesia dall'Impero britannico, le nuove autorità rhodesiane iniziarono a reprimere i movimenti di liberazione africani, e uno dei loro provvedimenti fu il divieto di eseguire l'inno nelle scuole africane, mentre la sua esecuzione pubblica rendeva passibili di arresto da parte della polizia sudafricana britannica. Il commissario per il distretto di Gutu soppresse il consiglio africano distrettuale dopo che il presidente del distretto ebbe aperto una riunione cantando Ishe komborera Africa in sua presenza; il commissario lo fece anche arrestare, ma ne fu poi disposto il rilascio senza capi d'accusa. Alle elezioni generali del 1980, tornato lo Zimbabwe Rhodesia sotto controllo britannico come Rhodesia Meridionale, si affermò il partito dell'Unione Nazionale Africana dello Zimbabwe di Robert Mugabe, e formò il primo governo dello Zimbabwe indipendente. Ishe komborera Africa fu scelto, in quanto simbolo della lotta dei neri africani e della solidarietà contro i sistemi di apartheid in Sudafrica e Africa del Sud-Ovest, come primo inno nazionale zimbabwese per sostituire God Save the Queen e Rise, O Voices of Rhodesia, quest'ultimo già adottato dalla Rhodesia dal 1974 al 1979. Alla cerimonia di proclamazione dell'indipendenza dello Zimbabwe, la bandiera britannica fu ammainata sulle note di God Save the Queen e la nuova bandiera dello Zimbabwe issata su quelle di Ishe komborera Africa a Salisbury.

## Sostituzione
Nel 1994 si pensò che lo Zimbabwe dovesse cambiare il proprio inno nazionale per distinguersi da altri Paesi che adottavano la melodia di Ishe komborera Africa. La Tanzania usava Mungu ibariki Afrika, lo Zambia Stand and Sing of Zambia, Proud and Free, e anche il Ciskei e il Transkei usavano Nkosi sikelel' iAfrika. Mugabe voleva sviluppare una nuova identità zimbabwese, con un inno nazionale unico. Fu indetto un concorso per scegliere un nuovo inno nazionale e fu vinto da Simudzai Mureza wedu weZimbabwe di Solomon Mutswairo. Il nuovo inno fu pubblicizzato prima ancora della sostituzione. Vi fu però quale perplessità da parte cristiana sulla sostituzione di Ishe komborera Africa, per via dell'eliminazione del riferimento a Dio.
Il cambiamento dell'inno fu ratificato dal parlamento nel 1995 con l'approvazione del National Anthem of Zimbabwe Act, che incriminò altresì il vilipendio dell'inno nazionale e concesse al presidente dello Zimbabwe il potere di emanare norme per regolarne l'uso e l'esecuzione vocale.

## Retaggio
Malgrado la sostituzione dell'inno nazionale, Ishe komborera Africa è ancora popolare in Zimbabwe e sempre in uso nelle chiese. Pur avendo perso lo status di inno nazionale è stato eseguito per errore come tale, al posto di Simudzai Mureza wedu weZimbabwe, nel 2004, in occasione della Coppa d'Africa in Tunisia, prima della partita Zimbabwe-Egitto. Per tutta risposta, il ministro dell'informazione zimbabwese Jonathan Moyo ha denunciato il gesto come "un comodo tentativo degli organizzatori di demoralizzare i nostri ragazzi". La situazione si ripresentò ai Campionati africani di atletica leggera nella Repubblica del Congo, dopo la conquista dell'oro da parte della squadra zimbabwese di staffetta maschile. La squadra insistette perché fosse suonato l'inno nazionale effettivo ma, poiché l'orchestra non fu in grado di eseguirlo, l'atleta Lloyd Zvasiya lo cantò al microfono.

## Testo
Ngaisimudzirwe zita rayo

Inzwai miteuro yedu

Ishe komborera,

Isu, mhuri yayo.

Huya mweya

Huya mweya komborera

Huya mweya

Huya mweya komborera

Huya mweya

Huya mweya mutsvene

Uti komborere

Isu mhuri yayo.»
che la sua fama si diffonda in lungo e in largo!

Dio benedica l'Africa,

ascoltate la nostra preghiera,

Dio benedica l'Africa,

che Dio ci benedica!

Dio benedica l'Africa,

Vieni, Spirito, vieni!

Vieni! Spirito Santo!

Vieni a benedire noi, suoi figli!»
(Ishe komborera Africa, inno nazionale dello Zimbabwe dal 1980 al 1994)